# 攀缘卷柏
攀缘卷柏（学名：Selaginella helferi）为卷柏科卷柏属下的一个种。

## 扩展阅读
維基物種上的相關：攀缘卷柏